# Axel Thufason
Axel Thufason, de son nom complet Martin Axel Thufason, né le 11 novembre 1889 à Copenhague et mort le 25 décembre 1962 dans la même ville, est un footballeur international danois. Il évoluait au poste de milieu.

## Biographie

### En club
Axel Thufason est joueur du B 93 Copenhague de 1908 à 1914,.

### En équipe nationale
International danois, Axel Thufason dispute deux matchs pour aucun but marqué en équipe nationale,.
Son premier match en sélection est un match contre l'Angleterre le 21 octobre 1911 en amical (défaite 0-3 à Londres).
Il fait partie de l'équipe danoise médaillée d'argent aux Jeux olympiques de 1912. Il est titulaire lors de la finale perdue contre la Grande-Bretagne.

## Palmarès

### En sélection
Danemark
- Jeux olympiques :
  -  Argent : 1912.